# 青山镇 (荔浦市)
青山镇，是中华人民共和国广西壮族自治区桂林市荔浦市下辖的一个乡镇级行政单位。

## 行政区划
青山镇下辖以下地区：
青山社区、永华村、永镇村、拱秀村、松林村、荔江村、青云村、满洞村、永兴村、三联村和大明村。